# Bikarbonatbröd

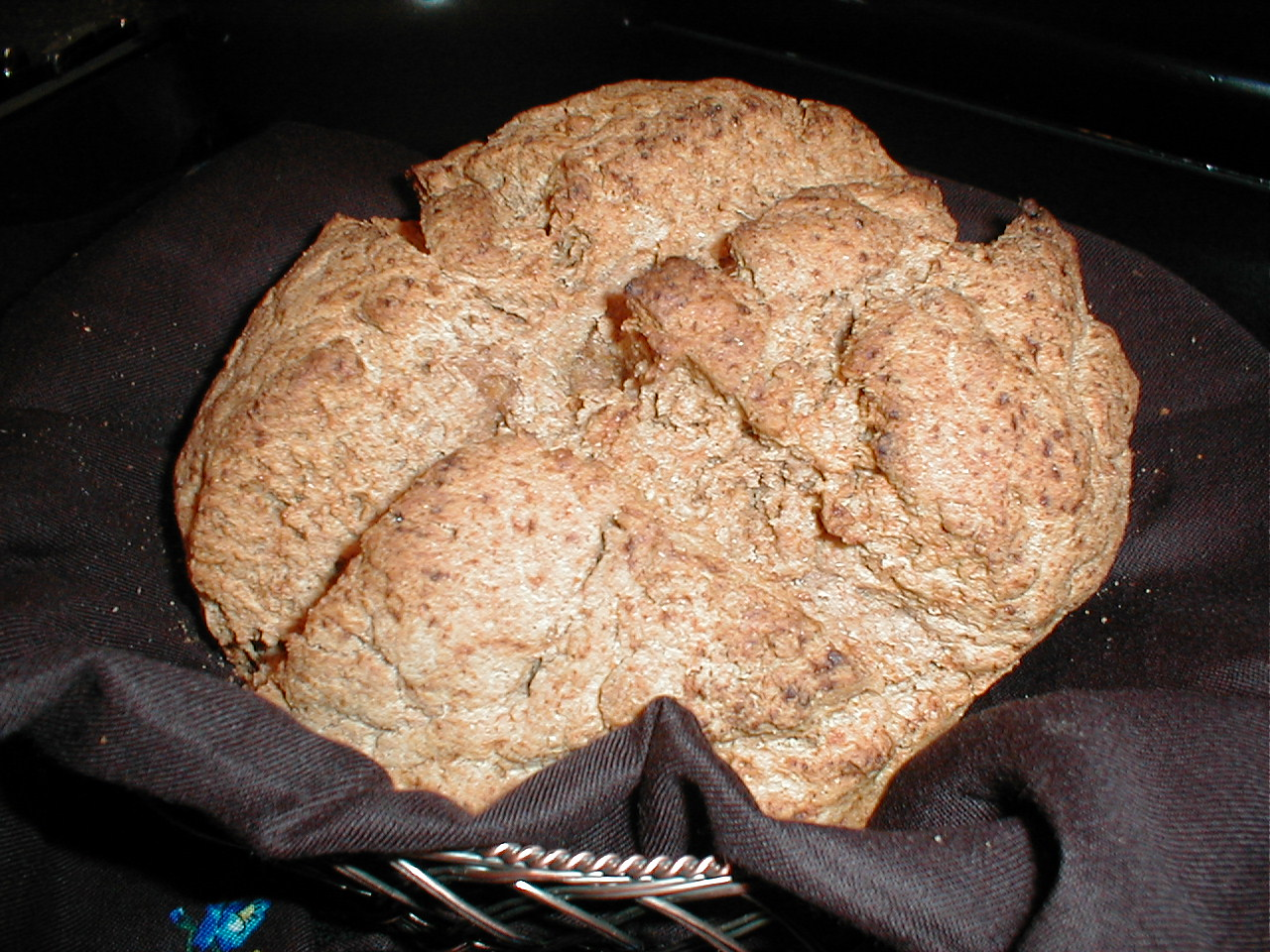
Irländskt bikarbonatbröd

Bikarbonatbröd, filmjölkslimpa eller lingonlimpa är ett snabbt bröd som jäses med bikarbonat samt en syrahaltig ingrediens för att neutralisera det något basiska bikarbonatet. Brödet behöver över huvud taget inte jäsa, utan gräddas direkt efter blandning.
En vanlig syrahaltig ingrediens är filmjölk som bildar så kallat filmjölksbröd. Lingon och russin är också vanligt. På Irland är brödet vanligt och görs då med kärnmjölk.